# Tour de France 2008
| Gesamtwertung          | Carlos Sastre         | 87:52:52 h (40,504 km/h) |
| Zweiter                | Cadel Evans           | + 0:58 min               |
| Dritter                | Bernhard Kohl         | + 1:13 min               |
| Vierter                | Denis Menschow        | + 2:10 min               |
| Fünfter                | Christian Vande Velde | + 3:05 min               |
| Sechster               | Fränk Schleck         | + 4:28 min               |
| Siebenter              | Samuel Sánchez        | + 6:25 min               |
| Achter                 | Kim Kirchen           | + 6:55 min               |
| Neunter                | Alejandro Valverde    | + 7:12 min               |
| Zehnter                | Tadej Valjavec        | + 9:05 min               |
| Punktwertung           | Óscar Freire          | 270 P.                   |
| Zweiter                | Thor Hushovd          | 220 P.                   |
| Dritter                | Erik Zabel            | 217 P.                   |
| Bergwertung            | Bernhard Kohl         | 128 P.                   |
| Zweiter                | Carlos Sastre         | 80 P.                    |
| Dritter                | Fränk Schleck         | 80 P.                    |
| Nachwuchswertung       | Andy Schleck          | 88:04:24 h               |
| Zweiter                | Roman Kreuziger       | + 1:27 min               |
| Dritter                | Vincenzo Nibali       | + 17:01 min              |
| Mannschaftswertung     | Team CSC-Saxo Bank    | 263:29:57 h              |
| Zweiter                | AG2R La Mondiale      | + 15:35 min              |
| Dritter                | Rabobank              | + 1:05:26 h              |
| Kämpferischster Fahrer | Sylvain Chavanel      |                          |

Die 95. Tour de France begann am Samstag, dem 5. Juli 2008 in Brest und endete am Sonntag, dem 27. Juli auf der Avenue des Champs-Élysées in Paris. Die Gesamtstreckenlänge betrug 3559,5 km und war damit ähnlich lang wie im Vorjahr; dabei waren insgesamt rund 50.000 Höhenmeter zu überwinden.
Gesamtsieger wurde Carlos Sastre vom Team CSC-Saxo Bank. Damit siegte nach Óscar Pereiro (2006) und Alberto Contador (2007) zum dritten Mal in Folge ein Spanier.
Am 3. Juni 2008 wurde bekannt, dass diese Tour de France von der ASO unter Oberaufsicht des französischen Radsportverbands FFC und nicht der UCI ausgetragen werden wird, wie zuvor schon die vom gleichen Veranstalter durchgeführten Radrennen Paris–Nizza und Paris–Roubaix. Als Reaktion darauf drohte die UCI teilnehmenden Teams mit Bestrafung und suspendierte den französischen Radsportverband. Die Tour de France 2008 wurde aus dem Kalender der UCI ProTour 2008 gestrichen.
Eine Änderung im Reglement war der Wegfall der Zeitgutschriften bei den Zwischensprints und im Etappenziel.

## Ausgangslage

### Teilnehmerfeld
Am 20. März 2008 gab die ASO die 20 teilnehmenden Teams bekannt. Mit Ausnahme des Teams Astana um Vorjahressieger Alberto Contador wurden alle ProTour-Teams eingeladen. Begründet wurde der Ausschluss des Teams Astana mit seiner Verwicklung in den Dopingskandal Fuentes und die aufgedeckten Fälle der ehemaligen Astana-Fahrer Alexander Winokurow und Andrei Kaschetschkin. Die drei Professional Continental Teams Agritubel, Barloworld und Garmin-Chipotle (ehemals Slipstream-Chipotle) erhielten eine Wildcard.
Als Favoriten für die Gesamtwertung galten der Tourzweite 2007 Cadel Evans und Alejandro Valverde. Weitere Anwärter auf das Gelbe Trikot waren Denis Menschow, Vuelta-Sieger 2005 und 2007, Damiano Cunego, Sieger des Giro d’Italia 2004, Kim Kirchen, Siebter des Jahres 2007, sowie die Klassementfahrer vom Team CSC: Carlos Sastre, Vierter bei der Tour 2007 und die Luxemburger Andy und Fränk Schleck.
Michael Rogers war nach seinem langen Ausfall aufgrund Pfeifferschen Drüsenfiebers nicht am Start. Ihm fehlte die Form für eine dreiwöchige Rundfahrt.
Bei den Sprintern fehlten drei prominente Fahrer: Alessandro Petacchi war wegen Dopings gesperrt, Tom Boonen wurde aufgrund eines positiven Kokain-Befundes von den Veranstaltern ausgeladen, und Daniele Bennati sagte das Rennen aufgrund einer Achillessehnenentzündung ab. Zu den aussichtsreichsten Sprintern im Feld zählten Óscar Freire, Thor Hushovd, Erik Zabel, Robbie McEwen, Mark Cavendish, Gerald Ciolek, Robert Förster, Robert Hunter und Jimmy Casper.
Insgesamt starteten 180 Fahrer in 20 Teams.

### Streckenführung
Der Veranstalter gab am 25. Januar 2007 die Startorte der ersten drei Etappen bekannt, die alle in der Bretagne liegen. Zum ersten Mal seit 1966 begann die Tour de France nicht mit einem Prolog oder einem Zeitfahren, sondern mit einer gewöhnlichen Etappe. Diese führte von Brest nach Plumelec. Die zweite Etappe führte von Auray nach Saint-Brieuc. Startort der dritten Etappe war Saint-Malo. Um den Auftakt der Tour 2008 hatte sich ebenfalls Dänemark beworben.
Der komplette Kurs wurde am 25. Oktober 2007 präsentiert. Die Strecke verlief fast ausschließlich durch Frankreich, nur auf der 15. und 16. Etappe machte die Tour einen Abstecher nach Italien. Es gab insgesamt 10 Flachetappen, fünf Hochgebirgs- und vier Mittelgebirgsetappen sowie zwei Einzelzeitfahren.
Die Tour führte auf der 197,5 km langen 1. Etappe ins Landesinnere nach Plumelec. Mit der 2., 3. sowie der 5. Etappe folgten für die erste Tourwoche typische Flachetappen, bei denen Massensprints am Ziel sehr wahrscheinlich sind. Das erste Einzelzeitfahren fand am 8. Juli statt und stellte somit die 4. Etappe dar.
Die 6. und die 7. Etappe waren mittelschwer und besaßen bereits einige Berge der 2. Kategorie, wobei die sechste Etappe mit einer Bergankunft (Super Besse, Kat. 2) endete. Die 8. Etappe war eine Überführungsetappe mit möglichem Massensprint im Zielort Toulouse.
Die 9., die 10. sowie die 11. Etappe führten durch die Pyrenäen. Es folgten drei Überführungsetappen. Noch vor dem zweiten Ruhetag am 21. Juli fand die erste Alpenetappe statt. Der Zielort war Prato Nevoso in Italien. Am 22. Juli folgte dann eine sehr schwere Etappe mit zwei Bergwertungen der höchsten Kategorie (hors categorie) und einen Tag später die 17. Etappe – die Königsetappe dieser Tour nach L’Alpe d’Huez mit drei Bergwertungen der höchsten Kategorie (hors categorie), darunter auch der berühmte Col du Galibier.
Die Etappen 18 und 19 waren mittelschwer und somit günstig für Ausreißer(-gruppen). Das Einzelzeitfahren am 26. Juli war dann nochmal die letzte Chance Rückstände aufzuholen, während es auf der letzten Etappe nach Paris lediglich noch um den prestigeträchtigen Etappensieg auf den Champs-Élysées ging.

## Rennverlauf
Im Ziel der ersten Etappe in Plumelec erreichte Alejandro Valverde als erster mit einer Sekunde Vorsprung das Ziel. Er wurde dadurch erster Träger des Gelben Trikots. Die zweite Etappe endete in einem reinen Massensprint, mit Thor Hushovd als Sieger, Valverde blieb im Gelben Trikot. Auch auf der dritten Etappe wurde ein Massensprint erwartet, allerdings gelang vier Fahrern eine erfolgreiche Flucht und Samuel Dumoulin sprintete zum Sieg. Sein Fluchtgefährte Romain Feillu fuhr ins Gelbe Trikot. Die vierte Etappe, ein Einzelzeitfahren, gewann Stefan Schumacher, der damit die Gesamtführung übernahm.

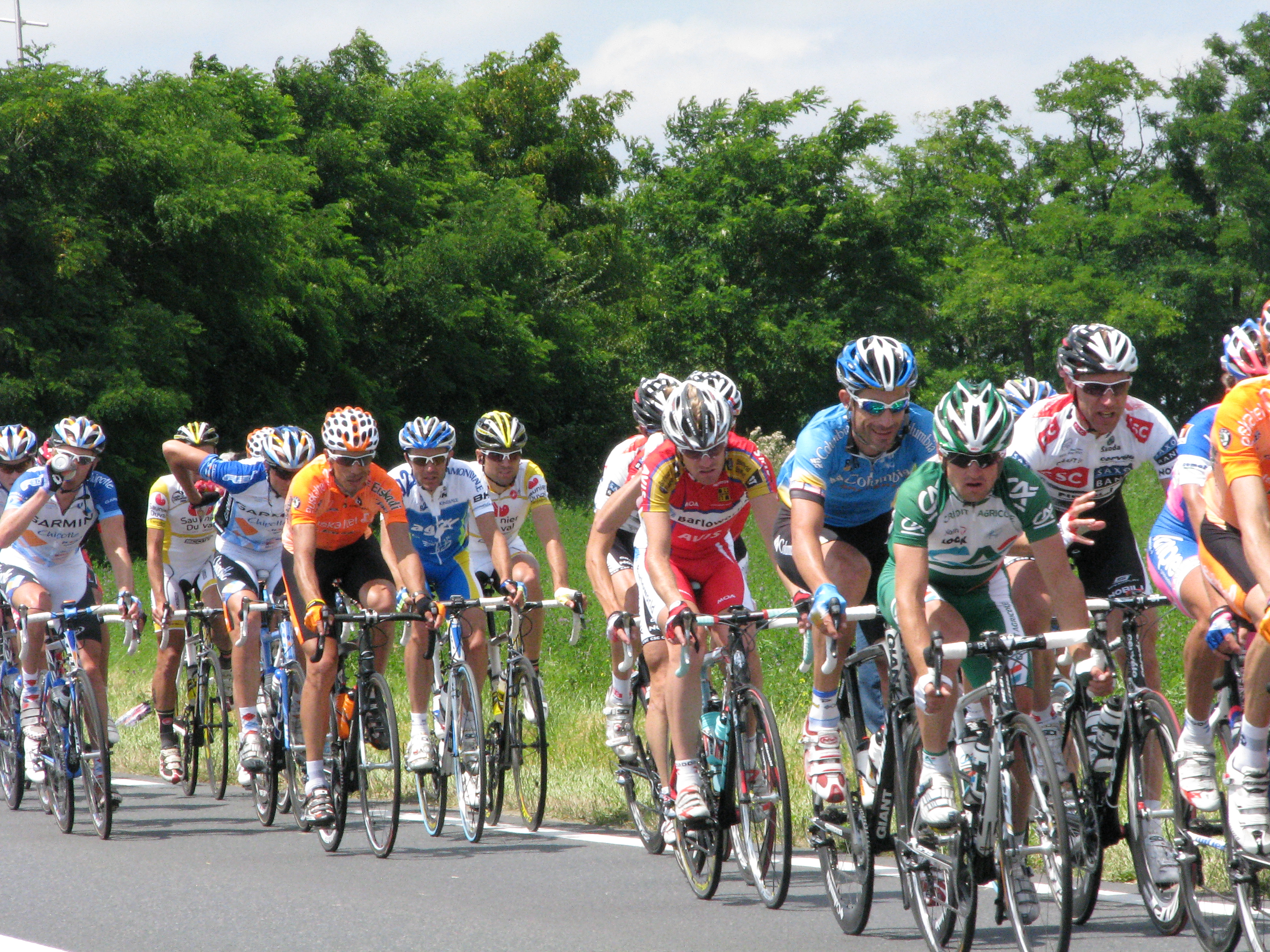
Das Peloton auf der fünften Etappe.

Die fünfte Etappe hatte ein flaches Profil. Der 23-jährige Mark Cavendish war der Schnellste im Massensprint. Mit einer Bergankunft endete die sechste Etappe. Stefan Schumacher hielt in der Spitzengruppe mit, stürzte jedoch mehrere hundert Meter vor dem Ziel. Der Luxemburger Kim Kirchen war der neue Träger des Gelben Trikots, den Etappensieg holte sich Riccardo Riccò. Auch die siebente Etappe führte durch die Auvergne. Luis León Sánchez konnte sich wenige Kilometer vor dem Ziel absetzen und gewann. Kirchen blieb in gelb.
Am Abend vor der achten Etappe wurde Manuel Beltrán von seinem Team Liquigas suspendiert. Er wurde nach der ersten Etappe positiv getestet. Auf der zehnten Etappe übernahm Cadel Evans das gelbe Trikot von Kim Kirchen. Der Australier führte mit nur einer Sekunde Vorsprung auf den Luxemburger Fränk Schleck. Vor dem Start der elften Etappe wurde bekannt, dass Moisés Dueñas nach der vierten Etappe positiv auf EPO getestet wurde. In Dueñas Hotelzimmer fand man unter anderem Spritzen und Blutbeutel. Kurz vor dem Start der zwölften Etappe wurde auch der zweimalige Etappensieger und Spitzenreiter in der Berg- sowie Nachwuchswertung Riccardo Riccò des Dopings überführt. Sein Team Saunier Duval-Scott zog sofort das komplette Team und damit auch den Sieger der 10. Etappe Leonardo Piepoli zurück. Nach der zwölften Etappe erhielt Sebastian Lang das gepunktete und Vincenzo Nibali das Weiße Trikot – in beiden Wertungen hatte zuvor Riccò in Führung gelegen.
Die Überführungsetappen zwischen den Pyrenäen und den Alpen gewannen Kurt Asle Arvesen, Mark Cavendish (zwei Etappen) und Óscar Freire. Die erste Alpenetappe am Prato Nevoso in Italien konnte Simon Gerrans vor drei weiteren Ausreißern für sich entscheiden. Die Gesamtführung übernahm Fränk Schleck im Hauptfeld fahrend. Bernhard Kohl, der die Verfolger anführte, errang das gepunktete Trikot als bester Bergfahrer und fuhr auf Rang zwei vor. Nach dem zweiten Ruhetag folgte die zweite Alpenetappe – mit dem Dach der Tour, dem Cime de la Bonette-Restefond. Wieder gelang einer Ausreißergruppe die Flucht, es siegte Cyril Dessel. Von den Favoriten konnte Christian Vande Velde am letzten Anstieg nicht folgen. Denis Menschow verlor in der Abfahrt Richtung Ziel eine halbe Minute.

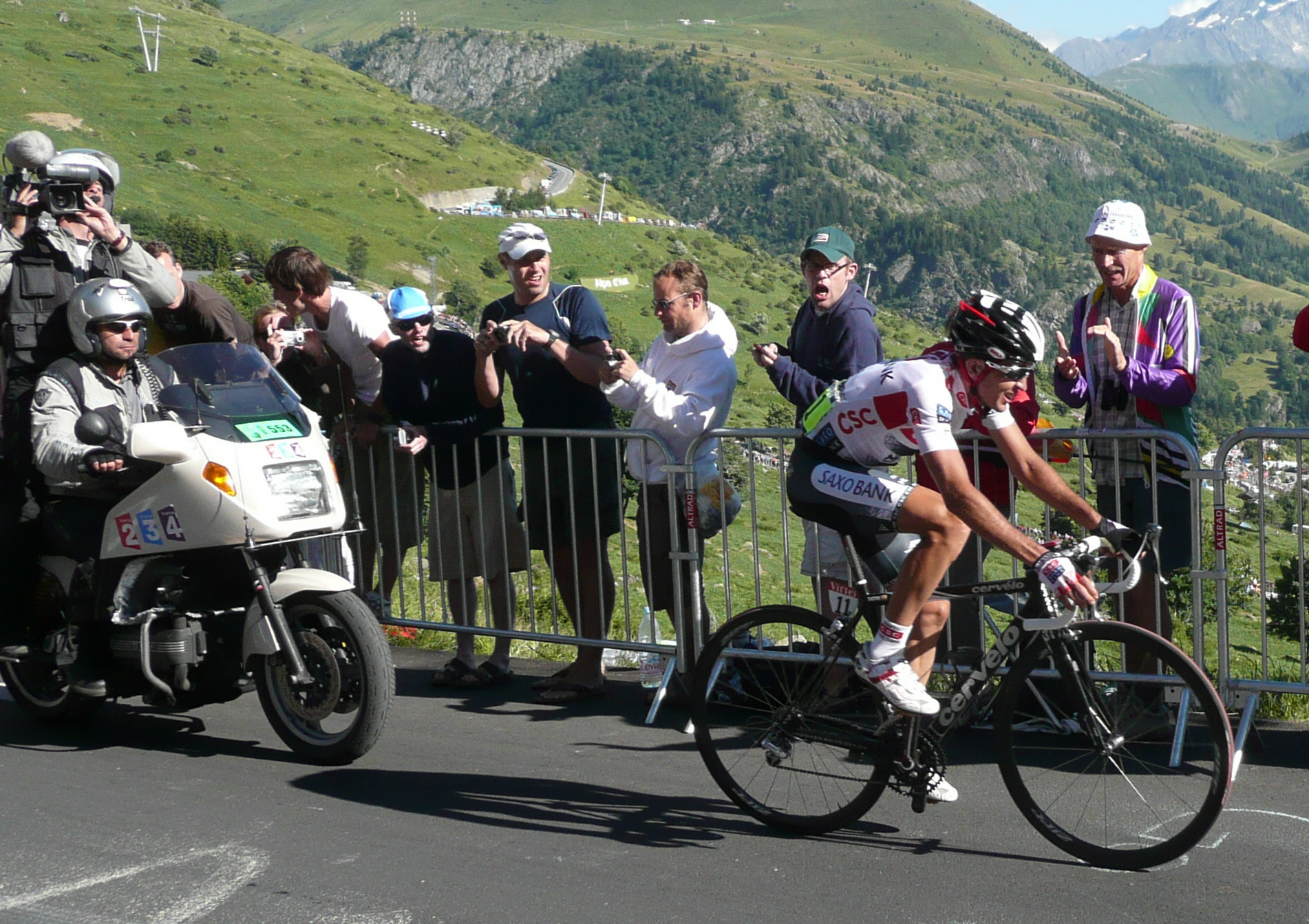
Carlos Sastre unterwegs zum Etappensieg in L’Alpe d’Huez, dem Grundstein zum Gesamtsieg

Die dritte Alpenetappe war die Königsetappe nach L’Alpe d’Huez. Die Favoriten warteten auf den Schlussanstieg. Dort attackierte Sastre. Nur Menschow reagierte, er konnte dem Tempo aber nicht folgen. Sastre siegte mit zwei Minuten Vorsprung und übernahm damit das Gelbe Trikot von seinem Teamkollegen Fränk Schleck. In der Favoritengruppe konterte Andy Schleck die zahlreichen Angriffe und hielt so die Gruppe zusammen.
Die nächsten beiden Etappen gewannen Ausreißer – Marcus Burghardt und Sylvain Chavanel. Stefan Schumacher gewann auch das zweite Zeitfahren vor dem Favoriten Fabian Cancellara. Der als stärkerer Zeitfahrer und Favorit auf den Toursieg eingestufte Cadel Evans konnte nicht genug Zeit auf Sastre gutmachen und musste sich mit über einer Minute Rückstand mit Platz zwei im Gesamtklassement begnügen. Der Bergspezialist Bernhard Kohl verteidigte mit einem neunten Platz im Zeitfahren den dritten Podestplatz. Fränk Schleck fiel vom zweiten auf den sechsten Gesamtrang zurück.
Die Schlussetappe auf die Champs-Élysées gewann der Belgier Gert Steegmans im Massensprint.

### Etappenübersicht
Links zu den Artikeln zu den einzelnen Etappen stehen in der ersten Spalte der Tabelle. Die Träger des Gelben Trikots sind jeweils nach Abschluss der Etappe angegeben.
| Etappen    | Typ                         | Tag           | Start–Ziel                        | km    | Profil | Höhen- meter | Etappensieger      | Zeit (h) | Schnitt (km/h) | Gelbes Trikot      |
| ---------- | --------------------------- | ------------- | --------------------------------- | ----- | ------ | ------------ | ------------------ | -------- | -------------- | ------------------ |
| 01. Etappe |                             | Sa., 5. Juli  | Brest – Plumelec                  | 197,5 | Profil | 2.300        | Alejandro Valverde | 4:36:07  | 42,917         | Alejandro Valverde |
| 02. Etappe |                             | So., 6. Juli  | Auray – Saint-Brieuc              | 164,5 | Profil | 1.810        | Thor Hushovd       | 3:45:13  | 43,824         | Alejandro Valverde |
| 03. Etappe |                             | Mo., 7. Juli  | Saint-Malo – Nantes               | 208   | Profil | 1.410        | Samuel Dumoulin    | 5:05:28  | 40,856         | Romain Feillu      |
| 04. Etappe | EZF                         | Di., 8. Juli  | Cholet – Cholet                   | 029,5 | Profil | 265          | Kim Kirchen        | 0:35:44  | 49,534         | Stefan Schumacher  |
| 05. Etappe |                             | Mi., 9. Juli  | Cholet – Châteauroux              | 232   | Profil | 970          | Mark Cavendish     | 5:27:52  | 42,456         | Stefan Schumacher  |
| 06. Etappe | Bergige Etappe/ Bergankunft | Do., 10. Juli | Aigurande – Super Besse           | 195,5 | Profil | 3.310        | Alejandro Valverde | 4:57:52  | 39,380         | Kim Kirchen        |
| 07. Etappe | Bergige Etappe              | Fr., 11. Juli | Brioude – Aurillac                | 159   | Profil | 2.730        | Luis León Sánchez  | 3:52:53  | 40,960         | Kim Kirchen        |
| 08. Etappe |                             | Sa., 12. Juli | Figeac – Toulouse                 | 172,5 | Profil | 2.060        | Mark Cavendish     | 4:02:54  | 42,610         | Kim Kirchen        |
| 09. Etappe | Hochgebirgsetappe           | So., 13. Juli | Toulouse – Bagnères-de-Bigorre    | 224   | Profil | 3.730        | Vladimir Efimkin   | 5:39:28  | 39,592         | Kim Kirchen        |
| 10. Etappe | Hochgebirgsetappe           | Mo., 14. Juli | Pau – Hautacam                    | 156   | Profil | 4.250        | Juan José Cobo     | 4:19:27  | 36,076         | Cadel Evans        |
| 1. Ruhetag | 1. Ruhetag                  | Di., 15. Juli | –                                 | –     | –      | –            | –                  | –        | –              | –                  |
| 11. Etappe | Bergige Etappe              | Mi., 16. Juli | Lannemezan – Foix                 | 167,5 | Profil | 2.990        | Kurt Asle Arvesen  | 3:58:13  | 42,188         | Cadel Evans        |
| 12. Etappe |                             | Do., 17. Juli | Lavelanet – Narbonne              | 168,5 | Profil | 1.390        | Mark Cavendish     | 3:40:52  | 45,774         | Cadel Evans        |
| 13. Etappe |                             | Fr., 18. Juli | Narbonne – Nîmes                  | 182   | Profil | 1.320        | Mark Cavendish     | 4:25:42  | 41,099         | Cadel Evans        |
| 14. Etappe |                             | Sa., 19. Juli | Nîmes – Digne-les-Bains           | 194,5 | Profil | 1.480        | Óscar Freire       | 4:13:08  | 46,102         | Cadel Evans        |
| 15. Etappe | Hochgebirgsetappe           | So., 20. Juli | Embrun – Prato Nevoso (ITA)       | 183   | Profil | 4.210        | Simon Gerrans      | 4:50:44  | 37,767         | Fränk Schleck      |
| 2. Ruhetag | 2. Ruhetag                  | Mo., 21. Juli | –                                 | –     | –      | –            | –                  | –        | –              | –                  |
| 16. Etappe | Hochgebirgsetappe           | Di., 22. Juli | Cuneo (ITA) – Jausiers            | 157   | Profil | 4.610        | Cyril Dessel       | 4:31:27  | 34,703         | Fränk Schleck      |
| 17. Etappe | Hochgebirgsetappe           | Mi., 23. Juli | Embrun – L’Alpe d’Huez            | 210,5 | Profil | 6.060        | Carlos Sastre      | 6:07:58  | 34,324         | Carlos Sastre      |
| 18. Etappe | Bergige Etappe              | Do., 24. Juli | Le Bourg-d’Oisans – Saint-Étienne | 196,5 | Profil | 1.790        | Marcus Burghardt   | 4:30:21  | 43,610         | Carlos Sastre      |
| 19. Etappe |                             | Fr., 25. Juli | Roanne – Montluçon                | 165,5 | Profil | 1.930        | Sylvain Chavanel   | 3:37:09  | 45,729         | Carlos Sastre      |
| 20. Etappe | EZF                         | Sa., 26. Juli | Cérilly – Saint-Amand-Montrond    | 053   | Profil | 355          | Fabian Cancellara  | 1:03:50  | 49,817         | Carlos Sastre      |
| 21. Etappe |                             | So., 27. Juli | Étampes – Paris, Champs-Élysées   | 143   | Profil | 1.070        | Gert Steegmans     | 3:51:38  | 37,041         | Carlos Sastre      |

### Wertungen im Tourverlauf
Die Tabelle zeigt den Führenden in der jeweiligen Wertung zu Beginn der jeweiligen Etappe an.
| Etappe     | Gelbes Trikot      | Grünes Trikot        | Gepunktetes Trikot | Weißes Trikot     | Teamwertung         | Kämpferischster Fahrer |
| ---------- | ------------------ | -------------------- | ------------------ | ----------------- | ------------------- | ---------------------- |
| 01. Etappe | Alejandro Valverde | Alejandro Valverde1) | Thomas Voeckler    | Riccardo Riccò    | Caisse d’Epargne    | Lilian Jégou           |
| 02. Etappe | Alejandro Valverde | Kim Kirchen          | Thomas Voeckler    | Riccardo Riccò    | Caisse d’Epargne    | Sylvain Chavanel       |
| 03. Etappe | Romain Feillu      | Kim Kirchen          | Thomas Voeckler    | Romain Feillu2)   | Garmin-Chipotle     | William Frischkorn     |
| 04. Etappe | Stefan Schumacher  | Kim Kirchen          | Thomas Voeckler    | Thomas Lövkvist   | Garmin-Chipotle     | EZF: Nicht vergeben    |
| 05. Etappe | Stefan Schumacher  | Thor Hushovd         | Thomas Voeckler    | Thomas Lövkvist   | Garmin-Chipotle     | Nicolas Vogondy        |
| 06. Etappe | Kim Kirchen        | Kim Kirchen3)        | Sylvain Chavanel   | Thomas Lövkvist   | Garmin-Chipotle     | Sylvain Chavanel       |
| 07. Etappe | Kim Kirchen        | Kim Kirchen3)        | David de la Fuente | Thomas Lövkvist   | Team CSC-Saxo Bank  | Luis León Sánchez      |
| 08. Etappe | Kim Kirchen        | Óscar Freire         | David de la Fuente | Thomas Lövkvist   | Team CSC-Saxo Bank  | Laurent Lefèvre        |
| 09. Etappe | Kim Kirchen        | Kim Kirchen3)        | David de la Fuente | Andy Schleck      | Team CSC-Saxo Bank  | Sebastian Lang         |
| 10. Etappe | Cadel Evans        | Óscar Freire Gomez   | Riccardo Riccò     | Riccardo Riccò4)  | Saunier Duval-Scott | Rémy Di Gregorio       |
| 11. Etappe | Cadel Evans        | Óscar Freire Gomez   | Sebastian Lang5)   | Vincenzo Nibali6) | Team CSC-Saxo Bank  | Amaël Moinard          |
| 12. Etappe | Cadel Evans        | Óscar Freire Gomez   | Sebastian Lang     | Vincenzo Nibali   | Team CSC-Saxo Bank  | Arnaud Gérard          |
| 13. Etappe | Cadel Evans        | Óscar Freire Gomez   | Sebastian Lang     | Vincenzo Nibali   | Team CSC-Saxo Bank  | Niki Terpstra          |
| 14. Etappe | Cadel Evans        | Óscar Freire Gomez   | Sebastian Lang     | Vincenzo Nibali   | Team CSC-Saxo Bank  | José Iván Gutiérrez    |
| 15. Etappe | Fränk Schleck      | Óscar Freire Gomez   | Bernhard Kohl      | Vincenzo Nibali   | Team CSC-Saxo Bank  | Egoi Martínez          |
| 16. Etappe | Fränk Schleck      | Óscar Freire Gomez   | Bernhard Kohl      | Andy Schleck      | Team CSC-Saxo Bank  | Stefan Schumacher      |
| 17. Etappe | Carlos Sastre      | Óscar Freire Gomez   | Bernhard Kohl      | Andy Schleck      | Team CSC-Saxo Bank  | Peter Velits           |
| 18. Etappe | Carlos Sastre      | Óscar Freire Gomez   | Bernhard Kohl      | Andy Schleck      | Team CSC-Saxo Bank  | Marcus Burghardt       |
| 19. Etappe | Carlos Sastre      | Óscar Freire Gomez   | Bernhard Kohl      | Andy Schleck      | Team CSC-Saxo Bank  | Sylvain Chavanel       |
| 20. Etappe | Carlos Sastre      | Óscar Freire Gomez   | Bernhard Kohl      | Andy Schleck      | Team CSC-Saxo Bank  | EZF: Nicht vergeben    |
| 21. Etappe | Carlos Sastre      | Óscar Freire Gomez   | Bernhard Kohl      | Andy Schleck      | Team CSC-Saxo Bank  | Nicolas Vogondy        |
| Sieger     | Carlos Sastre      | Óscar Freire Gomez   | Bernhard Kohl      | Andy Schleck      | Team CSC-Saxo Bank  | Sylvain Chavanel       |

- 1) Philippe Gilbert trug als Zweiter der Punktewertungdas Grüne Trikot.
- 2) Andy Schleck trug als Zweiter der Jungprofiwertung das Weiße Trikot.
- 3) Auf der 7. Etappe trug Thor Hushovd als Zweiter der Punktewertung das Grüne Trikot, auf der 8. & 10. Etappe Óscar Freire.
- 4) Vincenzo Nibali trug als Zweiter der Jungprofiwertung das Weiße Trikot.
- 5) Nach dem Ausschluss von Riccardo Riccò und dem Rückzug des Teams Saunier Duval-Scott mit dem Zweiten der Wertung David de la Fuente trug auf der 12. Etappe kein Fahrer das Gepunktete Trikot.
- 6) Vincenzo Nibali war auf der 12. Etappe zunächst als Ersatzträger vorgesehen, doch nach der Suspendierung von Riccardo Riccò war er Führender der Jungprofiwertung.
- 7) Sylvain Chavanel trug als Gesamtsieger dieser Wertung auf der letzten Etappe die rote Rückennummer. Aggressivster Fahrer des letzten Tagesabschnittes war Nicolas Vogondy.

Die Rote Laterne für den letzten Platz in der Gesamtwertung wurde zum dritten Mal an Wim Vansevenant vergeben. Vor ihm hat noch kein Fahrer drei Mal Paris als Letzter erreicht.

## Doping

### Dopingprävention
Alle an der Tour de France teilnehmenden Teams waren verpflichtet, einen „Anti-Doping-Vertrag“ zu unterschreiben, der im Falle des Bekanntwerdens eines Dopingvergehens während der Tour eine Strafzahlung von 100.000 Euro vorsah, falls der Fahrer unter Mitwissen des Teams dopt. Die Strafe sollte an den französischen Radsportverband gezahlt werden. Mögliche Auseinandersetzungen zwischen Teams und Veranstaltern sollten vom französischen NOK geregelt werden. Ob dieser Vertrag mehr juristisches Gewicht als die Ehrenerklärung haben würde, die bei der letzten Austragung von den einzelnen Fahrern unterschrieben werden musste, war allerdings unklar. Alle 20 teilnehmenden Teams unterschrieben den Vertrag.

### Dopingfälle
Nach der siebten Etappe wurde bekannt, dass der Spanier Manuel Beltrán vor dem Start der ersten Etappe positiv auf EPO getestet wurde. Der Fahrer wurde von seinem Team Liquigas aus dem Rennen genommen und bis zum Bekanntwerden der Ergebnisse der B-Probe vorläufig suspendiert. Im Hotelzimmer Beltráns konnten keine Dopingpräparate durch die französische Polizei festgestellt werden. Auch Moisés Dueñas wurde bei der vierten Etappe positiv auf EPO getestet, gab die französische Anti-Doping-Agentur AFLD vor dem Start der elften Etappe bekannt. Der 27-jährige wurde darauf sofort von seinem Team Barloworld suspendiert. Darüber hinaus wurden bei 5 bis 20 Fahrern auffällige Blutwerte festgestellt.
Nach der elften Etappe wurde bekannt, dass auch der zweifache Etappensieger bei der diesjährigen Tour Riccardo Riccò positiv auf EPO getestet wurde. Daraufhin trat sein Team Saunier Duval-Scott nicht mehr zur 12. Etappe an. Tags darauf wurde mit Leonardo Piepoli ein weiterer mit EPO gedopter Fahrer überführt. Auch er wurde – wie Riccardo Riccò – von Saunier Duval-Scott sofort entlassen.
Nach der 18. Etappe wurde der in der Gesamtwertung auf Position 19 liegende Kasache Dmitri Fofonow vom Team Crédit Agricole positiv auf ein Stimulanzmittel getestet.
Am 9. August 2008 wurde bekannt, dass es mit Jimmy Casper den fünften Dopingfall gab. Es wurden Spuren von Kortison in seinem Urin gefunden. Die Disziplinarkommission des Französischen Radsportverbandes sprach Casper jedoch frei, da der Dopingvorwurf auf eine noch nicht erneuerte Ausnahmeregelung für das Mittel zurückzuführen sei. Casper, der an Asthma leidet, hatte für die letzten zwölf Jahre eine solche Ausnahmegenehmigung, die allerdings am 29. Mai auslief und vor der Tour nicht verlängert wurde.
Am 13. Oktober 2008 meldete die französische Sportzeitung L’Équipe, dass der Gewinner der Bergwertung, Bernhard Kohl, ebenso wie sein Gerolsteiner-Teamkollege und Tour-Zimmerkollege Stefan Schumacher bei den Nachkontrollen der Tour-de-France-Dopingproben durch die französische Anti-Doping-Behörde AFLD positiv auf das EPO-Dopingmittel CERA getestet worden sei. Auch beim Italiener Leonardo Piepoli war die A-Probe positiv.
Am 15. Oktober 2008 gab Kohl gegenüber dem ORF zu, bei der Tour de France gedopt zu haben. Er verzichtete daher auf die Öffnung der B-Probe.

## Preisgelder
Während der Tour wurden Preisgelder in Höhe von 3,25 Millionen € ausgeschüttet. Jedes Team erhielt ein Antrittsgeld von 51.243 €. Traditionell teilten sich innerhalb der Teams alle Fahrer und Helfer die gewonnenen Preisgelder.
| Platzierung            | 1.        | 2.        | 3.        | 4.       | 5.       | 6.       | 7.       | 8.      | Täglich |
| ---------------------- | --------- | --------- | --------- | -------- | -------- | -------- | -------- | ------- | ------- |
| Gesamtwertung          | 450.000 € | 200.000 € | 100.000 € | 70.000 € | 50.000 € | 23.000 € | 11.500 € | 7.600 € | 350 €   |
| Punktwertung           | 025.000 € | 015.000 € | 010.000 € | 04.000 € | 03.500 € | 03.000 € | 02.500 € | 2.000 € | 300 €   |
| Bergwertung            | 025.000 € | 015.000 € | 010.000 € | 04.000 € | 03.500 € | 03.000 € | 02.500 € | 2.000 € | 300 €   |
| Nachwuchswertung       | 025.000 € | 015.000 € | 010.000 € | 05.000 € | –        | –        | –        | –       | 300 €   |
| Mannschaftswertung     | 050.000 € | 030.000 € | 020.000 € | 12.000 € | 08.000 € | –        | –        | –       | –       |
| Kämpferischster Fahrer | 020.000 € | –         | –         | –        | –        | –        | –        | –       | –       |

| Platzierung            | 1.      | 2.      | 3.      | Anmerkung                              |
| ---------------------- | ------- | ------- | ------- | -------------------------------------- |
| Etappenwertung         | 8.000 € | 4.000 € | 2.000 € | gestaffelt bis zum 20. Platz (200 €)   |
| Zwischensprints        | 0800 €  | 0450 €  | 0300 €  | 45 Zwischensprints während der Tour    |
| Bergwertung Kat. HC    | 0800 €  | 0450 €  | 0300 €  | 08 Wertungen während der Tour          |
| Bergwertung Kat. 1     | 0650 €  | 0400 €  | 0150 €  | 04 Wertungen während der Tour          |
| Bergwertung Kat. 2     | 0500 €  | 0250 €  | –       | 05 Wertungen während der Tour          |
| Bergwertung Kat. 3     | 0300 €  | –       | –       | 14 Wertungen während der Tour          |
| Bergwertung Kat. 4     | 0200 €  | –       | –       | 26 Wertungen während der Tour          |
| Nachwuchsfahrer        | 0500 €  | –       | –       | Schnellster Nachwuchsfahrer der Etappe |
| Kämpferischster Fahrer | 2.000 € | –       | –       | Ausgenommen Zeitfahren                 |
| Mannschaft             | 2.800 € | –       | –       | Schnellste Mannschaft der Etappe       |

Sonderwertungen
Souvenir Jacques Goddet auf dem Col du Tourmalet für den Ersten: 5000 €
Souvenir Henri Desgrange auf dem Col du Galibier für den Ersten: 5000 €
|     | Team                | €       |
| --- | ------------------- | ------- |
| 1.  | Team CSC Saxo Bank  | 621.210 |
| 2.  | Silence-Lotto       | 233.450 |
| 3.  | Gerolsteiner        | 192.370 |
| 4.  | Rabobank            | 154.250 |
| 5.  | Team Columbia       | 113.450 |
| 6.  | Cofidis             | 91.460  |
| 7.  | Garmin-Chipotle     | 82.570  |
| 8.  | Ag2r-La Mondiale    | 71.060  |
| 9.  | Caisse d’Epargne    | 59.510  |
| 10. | Crédit Agricole     | 55.450  |
| 11. | Euskaltel-Euskadi   | 53.130  |
| 12. | Liquigas            | 49.220  |
| 13. | Française des Jeux  | 45.780  |
| 14. | Team Milram         | 35.490  |
| 15. | Agritubel           | 32.540  |
| 16. | Quick Step          | 31.470  |
| 17. | Bouygues Télécom    | 24.900  |
| 18. | Barloworld          | 22.480  |
| 19. | Lampre              | 9.840   |
| 20. | Saunier Duval-Scott | 0       |

Das Team CSC-Saxo Bank um den Toursieger Sastre gewann am meisten Preisgeld. Saunier Duval-Scott erhielt aufgrund des positiven Dopingtests von Riccò keine Preisgelder.

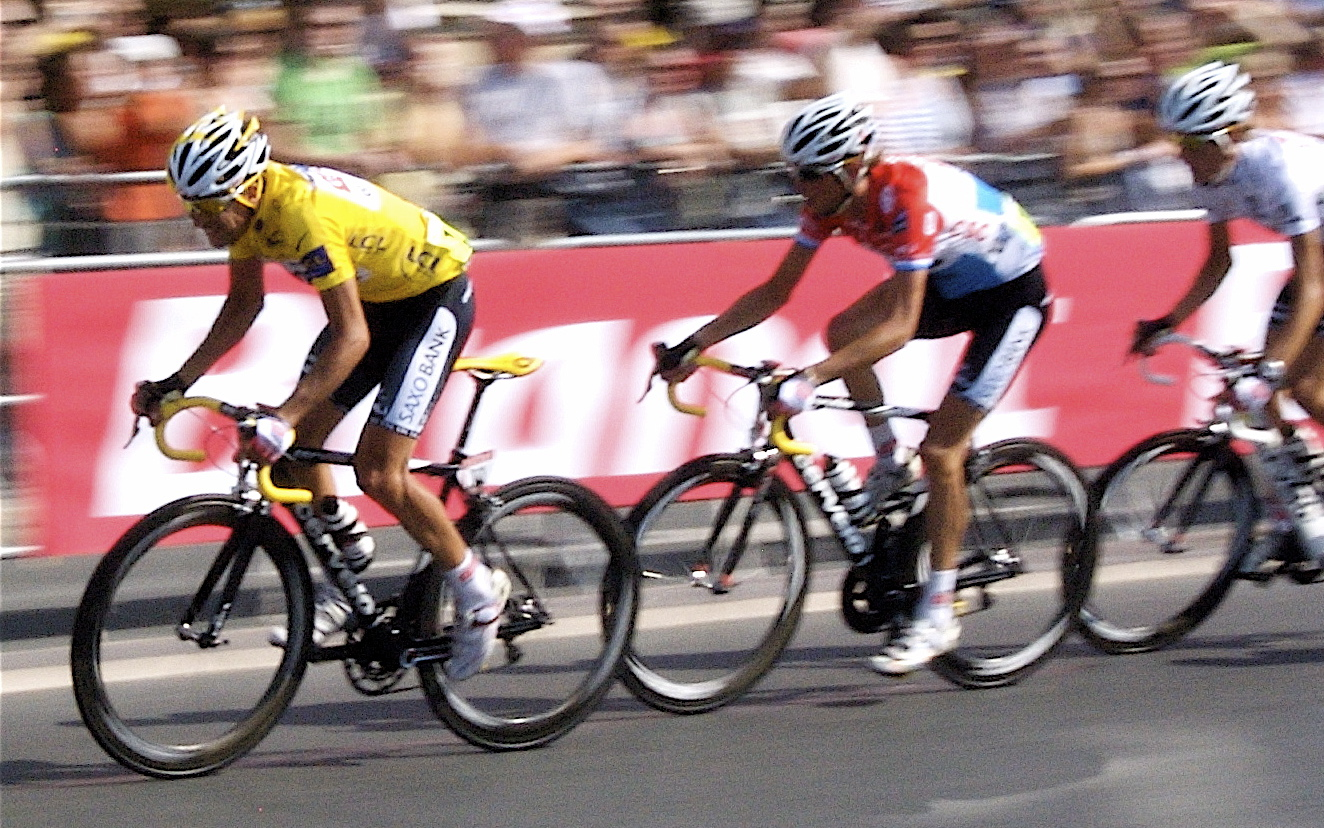
Das Team CSC-Saxo Bank erhielt allein für den Gesamtsieg von Sastre 450.000 €.

## Ausgeschiedene Fahrer
Insgesamt schieden 35 Fahrer aus. Somit erreichten 145 Fahrer das Ziel in Paris. CSC Saxo Bank, Milram und Euskaltel-Euskadi beendeten die Tour komplett mit allen neun Fahrern.
| Etappe  | Fahrer                | Team                | Grund                                                               |
| ------- | --------------------- | ------------------- | ------------------------------------------------------------------- |
| DNF 01. | Hervé Duclos-Lassalle | Cofidis             | Sturz                                                               |
| DNF 03. | Ángel Gómez           | Saunier Duval-Scott | Sturz                                                               |
| DNF 05. | Mauricio Soler        | Barloworld          | Sturz                                                               |
| DNS 06. | Aurélien Passeron     | Saunier Duval-Scott | Sturzverletzungen                                                   |
| DNF 07. | Mauro Facci           | Quick Step          | Aufgabe                                                             |
| DNF 07. | Lilian Jégou          | Française des Jeux  | Kollision mit einem Baum                                            |
| DNF 07. | John Gadret           | ag2r La Mondiale    | Aufgabe                                                             |
| DNF 07. | Christophe Moreau     | Agritubel           | Aufgabe                                                             |
| DSQ 07. | Magnus Bäckstedt      | Garmin-Chipotle     | Zeitüberschreitung                                                  |
| DNS 08. | Manuel Beltrán        | Liquigas            | Suspendierung wegen Dopingverdacht: Positive A-Probe nach 1. Etappe |
| DNF 10. | Juri Trofimow         | Bouygues Télécom    | Aufgabe                                                             |
| DNS 11. | Moisés Dueñas         | Barloworld          | Suspendierung wegen Dopingverdacht: Positive A-Probe nach 4. Etappe |
| DNF 11. | Paolo Longo Borghini  | Barloworld          | Sturz                                                               |
| DNF 11. | Félix Cárdenas        | Barloworld          | Sturz                                                               |
| DNS 12. | Riccardo Riccò        | Saunier Duval-Scott | Suspendierung wegen Dopingverdacht: Positive A-Probe nach 4. Etappe |
| DNS 12. | Rubens Bertogliati    | Saunier Duval-Scott | Team-Rückzug                                                        |
| DNS 12. | Juan José Cobo        | Saunier Duval-Scott | Team-Rückzug                                                        |
| DNS 12. | David de la Fuente    | Saunier Duval-Scott | Team-Rückzug                                                        |
| DNS 12. | Jesús Del Nero        | Saunier Duval-Scott | Team-Rückzug                                                        |
| DNS 12. | Josep Jufré           | Saunier Duval-Scott | Team-Rückzug                                                        |
| DNS 12. | Leonardo Piepoli      | Saunier Duval-Scott | Team-Rückzug                                                        |
| DNF 12. | Baden Cooke           | Barloworld          | Sturz                                                               |
| DNF 14. | Nicolas Jalabert      | Agritubel           | Aufgabe                                                             |
| DNS 15. | Mark Cavendish        | Team Columbia       | Erschöpfung                                                         |
| DNF 15. | Mark Renshaw          | Crédit Agricole     | Aufgabe                                                             |
| DNF 15. | Stijn Devolder        | Quick Step          | Aufgabe                                                             |
| DNF 15. | Óscar Pereiro         | Caisse d’Epargne    | Sturz                                                               |
| DNF 16. | Sébastien Chavanel    | Française des Jeux  | Aufgabe                                                             |
| DSQ 16. | Francesco Chicchi     | Liquigas            | Zeitüberschreitung                                                  |
| DSQ 17. | Jimmy Casper          | Agritubel           | Zeitüberschreitung                                                  |
| DNS 19. | Damiano Cunego        | Lampre              | Sturz auf der 18. Etappe                                            |
| DNF 19. | Christophe Brandt     | Silence-Lotto       | Aufgabe                                                             |
| DSQ 19. | Fabian Wegmann        | Gerolsteiner        | Zeitüberschreitung                                                  |
| DSQ 19. | Romain Feillu         | Agritubel           | Zeitüberschreitung                                                  |
| DSQ 19. | Juan Antonio Flecha   | Rabobank            | Zeitüberschreitung                                                  |